# Helodon rufum
Helodon rufum är en tvåvingeart som först beskrevs av Johann Wilhelm Meigen 1838.  Helodon rufum ingår i släktet Helodon och familjen knott. Inga underarter finns listade i Catalogue of Life.